# هوكنشوت
هوكنشوت (بالإنجليزية: HOOKnSHOOT) كان عبارة عن منظمة ترويجية للفنون القتالية المختلطة ومقرها في إيفانسفيل، إنديانا، الولايات المتحدة. كانت واحدة من أقدم المنظمات الترويجية للفنون القتالية المختلطة في الولايات المتحدة، وواحدة من أولى المنظمات في الولايات المتحدة التي سمحت بفنون القتال المختلطة للسيدات.